# Назаренко Іван Тимофійович
Іва́н Тимофі́йович Наза́ренко (1915, село Івано-Михайлівка Катеринославської губернії, тепер Новомосковського району Дніпропетровської області — ?) — український радянський державний, партійний і політичний діяч. Депутат Верховної Ради Української РСР 4-го і 5-го скликань. Кандидат у члени ЦК КПУ в 1954—1961 р.

## Біографія
Народився у родині селянина-бідняка. Українець.
У 1934—1939 роках — вчитель, директор школи села Михайлівки Казанківського району Миколаївської області. Одночасно навчався на заочному відділенні педагогічного інституту.
Член ВКП(б) з 1939 року.
У 1939—1940 роках — секретар Казанківського районного комітету ЛКСМУ.
До лав РСЧА призваний Казанківським РВК Миколаївської області у 1940 році. Навчався у політичному училищі військ НКВС. Учасник німецько-радянської війни. Воював на Сталінградському, Південно-Східному й Воронезькому фронтах. Обіймав посади секретаря партбюро батальйону Сталінградського військово-політичного училища, заступника командира 86-го стрілецького полку 180-ї стрілецької дивізії по політчастині, заступника начальника політвідділу 45-ї навчальної стрілецької дивізії Приволзького військового округу, майор. Був тричі поранений, востаннє — важко, внаслідок чого втратив ліве око.
З 1946 року працював на керівній партійній роботі в Єланецькому районному комітеті КП(б)У Миколаївської області.
У 1947 — після 1950 року — 1-й секретар Веселинівського районного комітету КП(б)У Миколаївської області. До березня 1953 року працював 1-м секретарем Вознесенського районного комітету КП(б)У Миколаївської області.
У березні 1953 — березні 1961 роках — голова виконавчого комітету Миколаївської обласної ради депутатів трудящих. Знятий з посади «за вкрай безвідповідальне ставлення до своєчасного проведення підготовки до вирощування високого врожаю кукурудзи»
Обирався депутатом Верховної Ради Української РСР 4-го (1955—1959) і 5-го (1959—1963) скликань.
На XVIII (1954) — XXI (1960) з'їздах КПУ обирався кандидатом у члени ЦК КПУ.

## Нагороди
Нагороджений орденами Червоного Прапора (21.02.1945), Червоної Зірки (26.09.1942), Знак Пошани (23.01.1948), медалями.